# Smithland (Iowa)
Smithland è un comune degli Stati Uniti d'America, situato nello Stato dell'Iowa, nella contea di Woodbury.